# Kemoto
Kemoto är en ort i Gambia. Den ligger i regionen Lower River, i den västra delen av landet, 50 km öster om huvudstaden Banjul. Antalet invånare var 284 vid folkräkningen 2013.